# L'Intrus
L'Intrus è un film del 2004 diretto da Claire Denis e interpretato da Michel Subor, Béatrice Dalle e Grégoire Colin. È ispirato al saggio autobiografico L'intruso del filosofo francese Jean-Luc Nancy.

## Trama
Per sfuggire dalla pazza folla, mentre è in attesa di un trapianto cardiaco, il protagonista, Louis, parte per un giro del mondo in bicicletta dal versante francese del Giura all'Oceania: riesce così a provare nuove emozioni e a ritrovare un proprio equilibrio interiore in attesa della difficile prova che lo attende.

## Premi e riconoscimenti
- Il film è stato presentato in concorso alla 61ª Mostra internazionale d'arte cinematografica di Venezia.